# Пугачовка (Уманский район)
Пугачовка (укр. Пугачівка) — село в Уманском районе Черкасской области Украины.
Население по переписи 2001 года составляло 652 человека. Почтовый индекс — 20333. Телефонный код — 4744.

## История
В 1946 г. указом ПВС УССР село Ксендзовка переименовано в Пугачовку

## Местный совет
20333, Черкасская обл., Уманский р-н, с. Пугачовка, ул. Ленина, 5